# Retrotreno

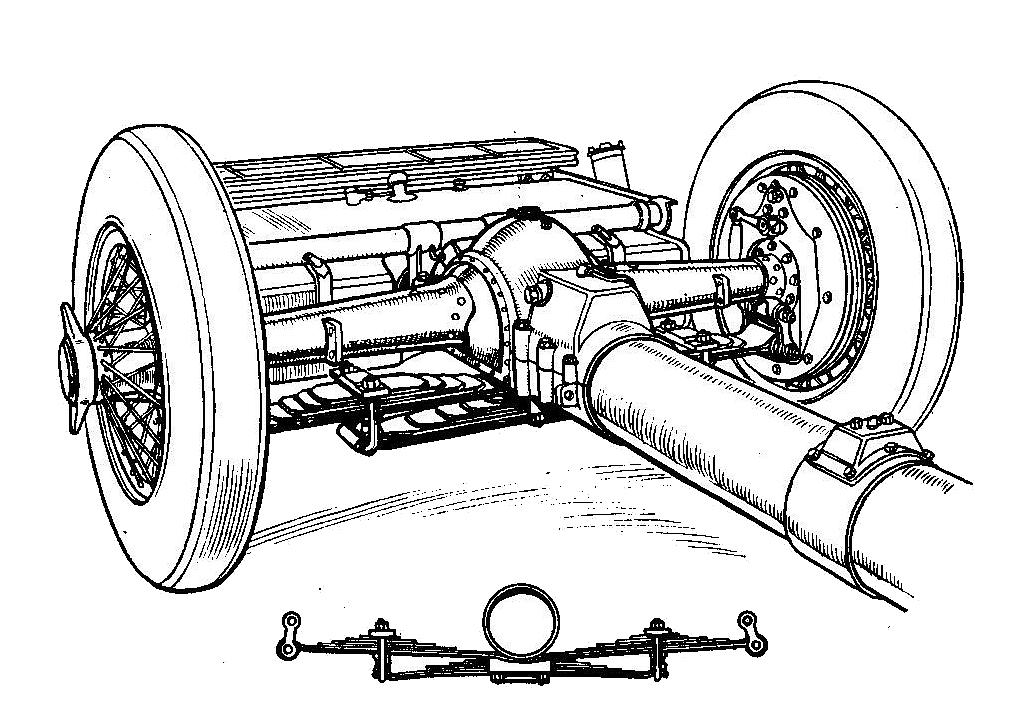
Il retrotreno di una Austro-Daimler (Autocar Handbook, 1935).

Nella meccanica delle automobili e di altri veicoli a ruote, il retrotreno è il sistema composto dalle ruote posteriori e dai dispositivi di sospensione ad esso connessi. Nelle automobili a trazione posteriore, questo sistema è collegato al motore con l'albero di trasmissione. Se anche il cambio è installato nel retrotreno, la soluzione tecnica è conosciuta come transaxle.